# Асгаров Тогрул Шахріяр-огли
Асгаров Тогрул Шахріяр-огли (азерб. Əsgərov Toğrul Şəhriyar oğlu, 17 вересня 1992) — азербайджанський борець вільного стилю, олімпійський чемпіон, призер чемпіонату світу, чемпіон Європи, чемпіон Європейських ігор.

## Життєпис
Боротьбою почав займатися з 2002 року.
Виступав за спортивний клуб «Нефтчі» Баку. Тренер — Ельман Асгаров (з 2009).

## Спортивні результати на міжнародних змаганнях

### Виступи на Олімпіадах
| Змагання                    | Збірна      | Вагова категорія          | Місце  |
| --------------------------- | ----------- | ------------------------- | ------ |
| Літні Олімпійські ігри 2012 | Азербайджан | вільна боротьба, до 60 кг | Золото |
| Літні Олімпійські ігри 2016 | Азербайджан | вільна боротьба, до 65 кг | Срібло |

### Виступи на Чемпіонатах світу
| Змагання                        | Збірна      | Вагова категорія          | Місце  |
| ------------------------------- | ----------- | ------------------------- | ------ |
| Чемпіонат світу з боротьби 2010 | Азербайджан | вільна боротьба, до 55 кг | Срібло |
| Чемпіонат світу з боротьби 2015 | Азербайджан | вільна боротьба, до 65 кг | 5      |

### Виступи на Чемпіонатах Європи
| Змагання                         | Збірна      | Вагова категорія          | Місце  |
| -------------------------------- | ----------- | ------------------------- | ------ |
| Чемпіонат Європи з боротьби 2011 | Азербайджан | вільна боротьба, до 60 кг | 14     |
| Чемпіонат Європи з боротьби 2012 | Азербайджан | вільна боротьба, до 60 кг | Золото |
| Чемпіонат Європи з боротьби 2014 | Азербайджан | вільна боротьба, до 65 кг | 12     |

### Виступи на Європейських іграх
| Змагання              | Збірна      | Вагова категорія          | Місце  |
| --------------------- | ----------- | ------------------------- | ------ |
| Європейські ігри 2015 | Азербайджан | вільна боротьба, до 65 кг | Золото |

### Виступи на Кубках світу
| Змагання                    | Збірна      | Вагова категорія          | Місце  |
| --------------------------- | ----------- | ------------------------- | ------ |
| Кубок світу з боротьби 2015 | Азербайджан | вільна боротьба, до 65 кг | Бронза |

### Виступи на інших змаганнях
| Змагання                                                    | Країна      | Вагова категорія                    | Місце  |
| ----------------------------------------------------------- | ----------- | ----------------------------------- | ------ |
| Золотий Гран-прі з боротьби 2011 (Баку)                     | Азербайджан | вільна боротьба, до 60 кг           | Бронза |
| Вогні Москви 2011                                           | Азербайджан | вільна боротьба, до 60 кг           | Срібло |
| Турнір Яшара Догу 2012                                      | Азербайджан | вільна боротьба, до 60 кг           | 29     |
| Олімпійський кваліфікаційний турнір з боротьби 2012 (Софія) | Азербайджан | вільна боротьба, до 60 кг           | Золото |
| Гран-прі Парижа з боротьби 2015                             | Азербайджан | вільна боротьба, до 70 кг           | 9      |
| Турнір Олександра Медведя 2015                              | Азербайджан | вільна боротьба, до 70 кг           | 12     |
| Золотий Гран-прі з боротьби 2015                            | Азербайджан | вільна боротьба, до 70 кг           | Срібло |
| Гран-прі Німеччини з боротьби 2016                          | Азербайджан | вільна боротьба, до 65 кг           | Золото |
| Pro Wrestling League 2017                                   | Азербайджан | команда                             | Золото |
| Beat the Streets 2018                                       | Азербайджан | Multiple Style Event, до SMLL 70 кг | Срібло |
| Турнір Г. Картозія і В. Балавадзе 2019                      | Азербайджан | вільна боротьба, до 74 кг           | 10     |

### Виступи на змаганнях молодших вікових груп
| Змагання                                       | Збірна      | Вагова категорія          | Місце  |
| ---------------------------------------------- | ----------- | ------------------------- | ------ |
| Чемпіонат Європи з боротьби серед кадетів 2008 | Азербайджан | вільна боротьба, до 46 кг | Золото |
| Чемпіонат Європи з боротьби серед кадетів 2009 | Азербайджан | вільна боротьба, до 54 кг | Золото |
| Чемпіонат Європи з боротьби серед юніорів 2010 | Азербайджан | вільна боротьба, до 55 кг | Золото |
| Чемпіонат світу з боротьби серед юніорів 2010  | Азербайджан | вільна боротьба, до 55 кг | Срібло |
| Кубок світу з боротьби серед юніорів 2011      | Азербайджан | вільна боротьба, до 60 кг | Золото |
| Чемпіонат світу з боротьби серед юніорів 2011  | Азербайджан | вільна боротьба, до 60 кг | Золото |